# Miedzeszyn WKD
Miedzeszyn WKD – zlikwidowany przystanek kolejowy na nieistniejącej linii Kolei Jabłonowskiej.
Przystanek zlokalizowany był w Miedzeszynie na obecnej ulicy Mozaikowej. Po likwidacji kolei budynek stacji adaptowano do innych celów.